# Cherone
Nella mitologia greca, Cherone (in greco antico: Χαίρων) era il nome di uno dei figli di Apollo e di Tero.

## Il mito
La figlia di Filante venne sedotta dal figlio di Zeus, e, caratteristica del ragazzo, dal padre degli dei aveva discendenza anche dal lato della madre visto che la donna era nipote di Antioco, figlio di Eracle.
Crebbe Cherone diventando un abile e forte domatore di cavalli, fu eroe ed eponimo della città della Beozia Cheronea.